# Adam Darr
Adam Darr (1811, Schweinfurt, Alemania, - Augsburgo, 1866) fue un guitarrista, cantante, compositor y zitherer alemán.
Adam Darr comenzó a la edad de 18 sus actividades musicales tocando y viajando para las cortes reales europeas. Al término de su gira por Rusia se estableció en San Petersburgo, para enseñar música y dar recitales. Después de tres años regresó a su posición en Wurzburg. Para entonces tocaba junto a Frederick Brand, formando un dúo de guitarras que actuaba en Alemania y duraría hasta su muerte. 
Compuso varias piezas para guitarra y un método para zithar. Existen publicaciones de su música para dúos de guitarras numerados del I al XII, y un afre (sic); dos aparecen en el XIV-a y XIV-b, aunque no el XIII. Probablemente esta situación se debe a un error al numerar las obras no preparadas aún para su edición. En la página web de Boije Collection puede consultarse una lista exhaustiva de algunas de sus obras publicadas, entre ellas:

## Obras
- Wiegenlied
- Rondoletto II
- Rondoletto
- Galoppe
- Duo No. 1
- Duo No. 2
- Duo No. 3
- Duo No. IV
- Duo No. V
- Duo No. VI
- Duo No. VII
- Duo No. VIII
- Duo No. IX
- Duo No. X
- Duo No. XI
- Duo No. XII
- Duo No. XIV-a
- Duo No. XIV-b
- Andante No. 1